# Prix Grand-Duc Adolphe
El Prix Grand-Duc Adolphe és un premi d'art de Luxemburg que es concedeix cada any a un o més artistes que exposen al Saló Artístic del Cercle Artístic de Luxemburg (CAL).
El premi porta el nom del Gran Duc Adolf de Luxemburg i va ser creat l'any 1902, per iniciativa de la seva esposa Adelaida Maria d'Anhalt-Dessau.

## Guanyadors
- 1902: Jean Mich, escultor
- 1903: Premi no atorgat
- 1904: Dominique Lang i Frantz Seimetz, pintors
- 1905: Albert Breisch, ferrer
- 1906: Guido Oppenheim, pintor
- 1907: Auguste van Werveke i Jean Curot, pintors
- 1908: Joseph-Germain Strock, pintor
- 1909: Jean-Baptiste Wercollier i Claus Cito, escultors
- 1910: Paul Wigreux, arquitecte
- 1911: Pierre Blanc, pintor
- 1912: Premi no atorgat
- 1913: Angélina Drumaux, Painter, i Etienne Galowich, ferrer
- 1914: Nicolas Birnbaum i Pierre Kipgen, arts aplicades
- 1915: André Thyes, pintor
- 1916: Eugène Mousset, pintor
- 1917: Jean-Pierre Koenig, arquitecte
- 1918: Auguste Trémont, pintor, escultor
- 1919: Dominique Lang, pintor
- 1920: Frantz Heldenstein, escultor
- 1921: Premi no atorgat
- 1922: Jean-Pierre Beckius, pintor
- 1923: Michel Haagen, ferrer
- 1924: Jean Schaack i Joseph Kutter, pintors
- 1925: Eugène Kurth, pintor
- 1926: Félix Corrent, pintor-gravador
- 1927: Joseph Meyers, pintor
- 1928: Albert Kratzenberg, escultor
- 1929: Léon Nosbusch, escultor
- 1930: Marcel Langsam, ferrer
- 1931: Jean-Pierre Lamboray, professor d'art
- 1932: Albert Kratzenberg, escultor
- 1933: Mathias Reckinger, professor d'art
- 1934: Premi no atorgat
- 1935: Aloyse Bové, arquitecte
- 1936: Michel Stoffel, pintor
- 1937: Simone Lutgen, escultor
- 1938: Félix Glatz, professor d'art
- 1946: Will Kesseler, pintor
- 1947: Frantz Kinnen, pintor
- 1948: Aurelio Sabatini, escultor
- 1949: Premi no atorgat
- 1950: Will Kesseler i Frantz Kinnen, pintors
- 1951: Edmond Goergen, pintor
- 1952: Charlotte Engels, escultor
- 1953: Coryse Kieffer, pintor
- 1954: Jean-Pierre Calteux i Henri Dillenburg, pintors
- 1955: Premi no atorgat
- 1956: Frantz Kinnen, pintor i Charles Kohl, escultor
- 1957: Emile Hulten, escultor
- 1958: Will Dahlem i Jean-Pierre Junius, pintor
- 1959: Emile Kirscht i Alphonse Nies, pintor
- 1960: Roger Bertemes i Jean-Pierre Thilmany, pintors
- 1961: Premi no atorgat
- 1962: Ben Heyart, pintor i Charles Kohl, escultor
- 1963: Yola Mersch-Reding, pintor
- 1964: Marie-Thérèse Juchem-Kolbach i Roger Koemptgen, pintors
- 1965: Alfred Steinmetzer, pintor
- 1966: Premi no atorgat
- 1967: Jean Leyder, pintor
- 1969: Roger Kieffer, Paul Reichling i Joseph Grosbusch, pintors
- 1970: Michel Breithoff i Gust Graas, pintors
- 1971: Roger Dornseiffer, Arthur Unger i Edouard-Marie Weber, pintors
- 1972: Roger Roemer, pintor
- 1973: Fernande Klein i Joseph Welter, artistes decoradors
- 1974: Premi no atorgat
- 1975: Henri Kraus, pintor
- 1976: Ota Nalezinek, pintor
- 1977: Fränz Hulten, pintor
- 1978: Premi no atorgat
- 1979: Gérard Claude, aquarel·lista
- 1980: Sylvie-Anne Thyes, gravador
- 1981: Albert Haas, escultor
- 1982: Charles Reinertz, pintor
- 1983: Andrée Wirion, arts aplicades
- 1984: Ferd Medinger i Paul Roettgers, pintors
- 1985: Premi no atorgat
- 1986: Premi no atorgat
- 1987: Marc Frising, gravador
- 1988: Premi no atorgat
- 1989: Annette Weiwers-Probst, pintor
- 1990: Jeannot Lunkes, pintor
- 1991: Premi no atorgat
- 1992: Marie-Josée Kerschen, escultor
- 1993: Premi no atorgat
- 1994: Premi no atorgat
- 1995: Patricia Lippert, pintor
- 1997: Jeannot Bewing, escultor
- 1999: Anna Recker, pintor
- 2001: Isabelle Lutz, pintor
- 2003: Sonja Roef, pintor, escultor
- 2005: Luc Ewen, fotògraf
- 2007: Miikka Heinonen, fotògraf
- 2009: Dani Neumann, pintor
- 2013: Carine Kraus, pintor